# Ercsi
Ercsi est une ville et une commune du comitat de Fejér en Hongrie.

## Personnalités
- Péter Baczakó (1951-2008), haltérophile, champion olympique.